# 한국회계기준원
한국회계기준원(韓國會計基準院)은 기업의 재무보고를 위한 회계처리기준의 제정을 목적으로 설립된 대한민국 금융위원회 소관 사단법인이다. 서울특별시 중구 세종대로 39 대한상공회의소 빌딩 3층에 위치하고 있다.

## 조직

### 회원총회

#### 이사회

##### 질의회신관련위원회
- 질의회신위원회
- K-IFRS질의회신연석회의

##### 자문·심의위원회
- 경영자문위원회
- 회계기준자문위원회
- 전문위원회
- 중소기업회계기준위원회
- 심의위원회

##### 회계기준위원회
- 조사연구실